# جون كير
جون كير (بالإنجليزية: John Kerr)‏ (و. 1824 – 1907 م) هو فيزيائي، ورجل دين من المملكة المتحدة . وكان عضواً في الجمعية الملكية .
توفي في غلاسكو ، عن عمر يناهز 83 عاماً.

## التعليم
تعلم في جامعة جلاسكو

## جوائز
حصل على جوائز منها:
- زمالة الجمعية الملكية
- قلادة ملكية.